# 園部町南八田
園部町南八田（そのべちょうみなみはった）は、京都府南丹市園部町西本梅地区にある地名。
元は八田村と称してきた集落だが、
北の地域にも八田（現在の京丹波町瑞穂地区）があることから、南ノ八田や南八田と記されるようになった。
本項では現在の地名について園部町南八田、または南八田として記述する。

## 地理
北部に篠山街道（山陰道）が東西に通り、南北に八田川が流れる

### 南八田の小字
南丹市が公示している園部町南八田の小字は次の通りである。
- 芋堀（いもほり）
- 馬道 (うまみち) – 南八田大河内入会地
- 大平（おおへら）
- 神垣内（かみがいち）
- 木坂（きさか）
- クロモシ
- 空石（ごぐりいし）
- サイカシタ
- 笹丸（ささまる）
- 峠（とうげ）
- 土林（どばし）
- 鳥ケ向（とりがむかい）
- 中山（なかやま）
- 流田（ながれだ）
- 縄手（なわて）
- ノ田（のだ）
- 広芝（ひろしば）
- 福竜寺（ふくりょうじ）
- 細谷（ほそだに） – 埴生殿谷入会地
- 堀田（ほった）
- 宮門（みやかど）
- 宮ノ奥（みやのおく）
- 宮ノ越（みやのこし）

### 河川

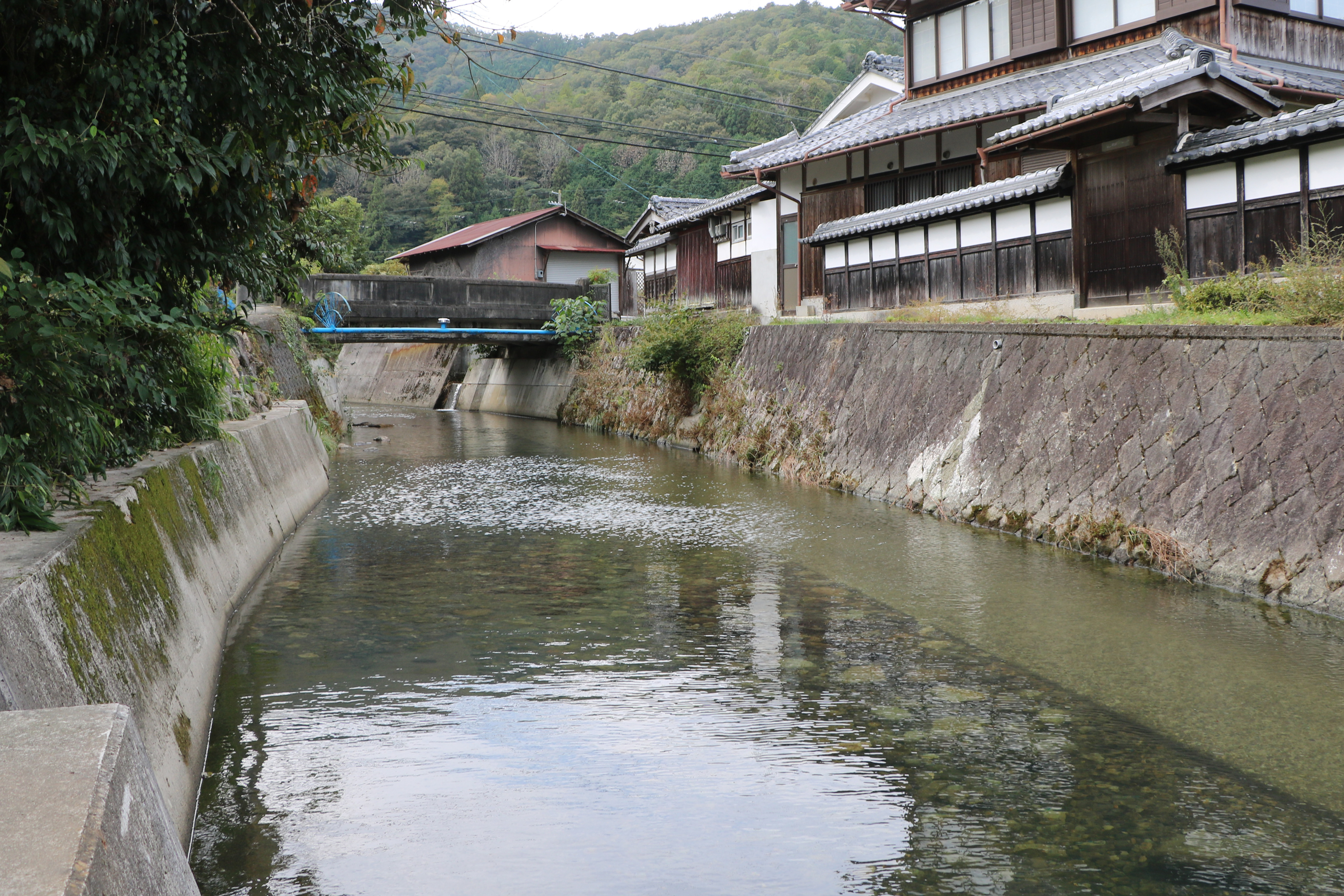
淀川水系4次支流の八田川。2024年11月撮影。

- 八田川 – 一級河川
  - 芋掘谷川 – 普通河川
  - 西埴生川 – 普通河川

### 埴生断層
亀岡市宮前町から園部町天引までの約10kmに渡り、西北西―東南東方向に延びる左横ずれの活断層。想定されるマグニチュードは6.9。西本梅小学校跡地で露頭があったが、2018年（平成30年）に太陽光発電所として株式会社DAIENE（ダイエネ – 八木町八木東久保）園部発電所が建設されて消失した。施工は株式会社第一土木（南丹支店 – 八木町八木東久保）。消失前は、丹波山地を構成している中生代ジュラ紀の地層と、その上に重なる第四紀の礫層が断層で切られており、南側に約1ｍ落ちていた。

## 世帯数と人口
南丹市住民記録による世帯と人口。
| 園部町南八田 | 世帯数 | 人口 | 男   | 女   |
| ------------ | ------ | ---- | ---- | ---- |
| 2025年3月1日 | 35世帯 | 88人 | 41人 | 47人 |

### 人口の変遷
以下は、国勢調査による小地域集計が始まった1995年以降の人口の推移。
| 1995年（平成7年）  | 266人 | [ 12 ] |  |
| 2000年（平成12年） | 285人 | [ 13 ] |  |
| 2005年（平成17年） | 280人 | [ 14 ] |  |
| 2010年（平成22年） | 266人 | [ 15 ] |  |
| 2015年（平成27年） | 242人 | [ 16 ] |  |
| 2020年（令和2年）  | 226人 | [ 17 ] |  |

※社会福祉法人あけぼの学園が1985年（昭和60年）に「るりけい寮」、1991年（平成3年）に「あけぼの荘」を開所、幸福会ヤマギシ会ヤマギシズムが2023年（令和5年）に「船南実顕地」を撤退するなどの人口が大きく推移するできごとがあった。

### 世帯数の変遷
以下は、国勢調査による小地域集計が始まった1995年以降の世帯数の推移。
| 1995年（平成7年）  | 57世帯 | [ 12 ] |  |
| 2000年（平成12年） | 56世帯 | [ 13 ] |  |
| 2005年（平成17年） | 55世帯 | [ 14 ] |  |
| 2010年（平成22年） | 55世帯 | [ 15 ] |  |
| 2015年（平成27年） | 50世帯 | [ 16 ] |  |
| 2020年（令和2年）  | 51世帯 | [ 17 ] |  |

## 歴史

### 沿革
- 1889年（明治22年） – 町村制の施行により、南八田村・埴生村・天引村・大河内村・法京村・殿谷村の区域をもって西本梅村が発足。南八田は西本梅村の大字名となる[19]。
- 1955年（昭和30年） - 西本梅村が園部町に編入され、南八田は船井郡園部町の大字名となる[19]。
- 2006年（平成18年） – 園部町・日吉町・ 美山町・八木町の4町合併による南丹市誕生に伴い、南丹市園部町南八田となる[19]。

### 略年表
- 1959年（昭和34年） – 西本梅小学校が園部町埴生から南八田に移転
- 1985年（昭和60年） – あけぼの学園るりけい寮の入所者受け入れ開始[18]
- 1991年（平成3年） – 知的障害者生活ホームあけぼの荘の事業開始[18]
- 1995年（平成7年） – 京都府道453号大河内口八田線「宍人バイパス」が開通[20]
- 1996年（平成8年） – 南八田診療所の開始式[20]
- 2015年（平成27年） – 西本梅小学校が閉校
- 2017年（平成27年） – 西本梅小学校跡地で地域活性化センター運用開始
- 2021年（令和3年） – 国道372号南八田道路バイパスが開通[21]
- 2023年（令和5年） – 幸福会ヤマギシ会ヤマギシズム船南実顕地の撤退

### 地名の由来
平坦な場所という意味で「八田」と呼ばれるようになり、瑞穂町（現在の京丹波町）に八田の地名があったことから「南」がつけられるようになった。

### 馬役
1738年（天文3年）の馬役の定によれば、船井郡南部の総数10疋のうち3疋を八田村（南八田）がもっている。

## 伝承

### 血に染まった八田川
八田川に架かる橋のたっもとに1基の五輪塔がまつられている。八田川付近は、明智光秀の軍と八上城（丹波篠山市）の波多野秀治の軍とが戦った合戦の地で、八田川が血で赤く染まったと伝えられている。八上城の将兵の討死の場で、建てられたのが五輪塔であったようだ。時々、遺族が参りにくる。

## 交通

### 道路
国道
- 国道372号
  - 南八田橋
  - 南八田道路バイパス

府道
- 京都府道453号大河内口八田線
  - 大河内峠 – 南八田から大河内に向かう峠。佳景坂（かけいざか）ともいう[25]。
- 京都府道452号長谷八木線
  - 八田川橋

市道
- 南丹市道南大谷南八田線
  - 八田橋

### 路線バス

#### 南丹市営ぐるりんバス
西本梅スクール・癒しの森線
- 下八田バス停
- 南八田バス停
- 西本梅小学校前バス停

#### 京阪京都交通
八田線
- 八田バス停
- 西本梅小学校前バス停

## 校区
小学校
- 南丹市立園部小学校[28] – 通称「園小」。園部町小桜町

放課後児童クラブ
- 園部たんぽぽ放課後児童クラブ[29] – 園部町小桜町

中学校
- 南丹市立園部中学校 [28] – 通称「園中」。園部町横田

高等学校（口丹通学圏）
- 京都府立園部高等学校
- 京都府立農芸高等学校
- 京都府立須知高等学校
- 京都府立北桑田高等学校
- 京都府立北桑田高等学校美山分校
- 京都府立南丹高等学校
- 京都府立亀岡高等学校

## 施設等
病院施設
- 南八田診療所 – 南八田縄手

水道施設
- 本梅地区浄水場 – 南八田ノ田
- 南八田加圧ポンプ場[31]

竣工：2015年（平成27年）
集会施設
- 南八田公民館 – 南八田土林

社会教育施設
- 西本梅地域活性化センターあかまつの丘（旧西本梅小学校） – 南八田中山
  - 西本梅地域振興会事務所
  - 南丹市起業支援サテライトオフィスセンターSoi
  - あかまつテラス（日替わりシェフレストラン）
  - キッズルーム
  - るり渓資料館（本梅探友会の運営）
  - 自然の広場
- 南八田区広場 – 南八田土林

福祉施設
- 社会福祉法人あけぼの学園 – 南八田ノ田
  - るりけい寮
  - あけぼの荘
  - 野菜直売所

警察施設
- 南丹警察署西本梅駐在所 – 南八田神垣内

ため池
- 西ノ池[32]

総貯水量2,200m3
堤高 4.6m
堤長28.0m
- 東ノ池[32]

総貯水量2,800m3
堤高 4.8m
堤長34.0m
- 芋堀ノ池[32]

総貯水量85,000m3
堤高 17.0m
堤長55.0m
その他
- 明波之庭

### かつてあった施設
- 南丹市立西本梅小学校 – 南八田中山
- 園部幼稚園西本梅分園 – 南八田中山
- 幸福会ヤマギシ会船南実顕地 – 南八田ノ田
  - 鶏舎
  - 販売店
  - 生活館

## 社寺

### 曹源寺
曹源寺（そうげんじ）は、南八田神垣内にある曹洞宗の寺院。山号は萬流山（ばんりゅうざん）。1396年（応永3年）に摂津国能勢（現場の能勢町）の剣尾山月峯寺にあった地蔵菩薩を迎えたことがはじまりとされている。裏山にある墓園に観音堂があり、船井郡三十三ヶ所観音霊場の第24番札所になっている。
```
ご詠歌
：春ごとに藤咲きにほふ御寺の　のりのみわざにまたもあひなん
[
33
]
```

### 御霊神社
南八田土林にある御霊神社（ごりょうじんじゃ）は、1502年（文亀2年）に籔田神社より勧請されたと伝わっている。祭神は御霊八柱神。旧社格は村社。神仏習合の時代には御霊八所大明神と呼ばれていた。明智光秀とされている。

## 史跡

### 南八田城
南八田城跡は西本梅小から西に500ｍほどのところ、標高約200ｍにある。東に伸びた丘陵の先端に築かれており、篠山街道が眼下に通っている。堀切や竪堀などの遺構を確認できる。主郭には南八田城の石碑が建っている。

### 南八田五輪塔と曹源寺五輪塔群
1575年（天正3年）ごろ、丹波平定を目指す明智光秀と、丹波の豪族である波多野秀治が戦いを繰り広げた。南八田を南北に流れる八田川を挟んで死闘が展開され、八田川は血の川になったと伝えられている。橋のたっもとにある南八田五輪塔と名付けられた塔は、波多野勢の供養として建てられたもの。曹源寺山門の傍らに集められた五輪塔群は、明智方のものとされている。かつては集落の路辺や山麓などにも五輪塔が点在していた。圃場整備や道路工事などで、多くの行方が分からなくなった。

### 八田鉱山
徳桝秀太郎と迫田盛太郎により稼行されていた鉱山。マンガンと二酸化マンガンが採掘されていた。丹波Ⅱ型の地層群に属している。火薬庫が残っている。

### 福竜寺の石切場
南八田福竜寺に黒雲母花崗岩の石切場があった。

## 文化財等

### 御霊神社のカシ
御霊神社の境内にあるツクバネガシは、樹高32ｍ以上・幹周辺6ｍ以上の巨木で、樹誕1600年ごろとされている。1986年（昭和61年）に神木と位置付けられた。旧園部町の指定樹木であった。以前は根元に祠があったが、今は見られない。

## 生活

### 上下水道
- 南丹市公共上水道
- 特定環境保全公共下水道

### NTT固定電話
同じ南丹市内であっても、園部MAの園部町南八田と、亀岡MAの八木町地区の相互通話には、市外局番 (0771)が必要である。
| 番号区画コード | 単位料金区域 | 市外局番 | 市内局番 |
| -------------- | ------------ | -------- | -------- |
| 417            | 園部MA       | 0771     | DE65     |

### 日本郵便
- 郵便番号 – 622-0066[4]
- 南八田にある郵便ポスト[42]
ポスト番号016601 – 南八田縄手（南八田診療所前）。型：差出箱10号

### 電気
- 一般送配電事業者 – 関西電力送配電株式会社
- 交流電気の周波数 – 60Hz

## 防災

### AEDの設置場所
南八田にある自動体外式除細動器（AED）の設置場所は次の通り。
- 南丹市西本梅地域活性化センター体育館の玄関内

### 避難所
収容避難所
- 南丹市西本梅地域活性化センター – 南八田中山[45]

一時避難所
- 南八田公民館 – 南八田土橋[45]

臨時避難所
- 農芸高校体育館 – 南大谷下芝[45]

### 消防署及び消防団
- 京都中部広域消防組合園部消防署 – 園部町上木崎町大将軍
- 南丹市消防団園部支団第5分団第1部第3班（南八田）の活動区域[46]

| 名称 | 南丹市消防団 | 園部支団   | 第5分団    | 第1部              | 第3班  |
| 範囲 | 南丹市全域   | 園部町全域 | 西本梅地区 | 殿谷・埴生・南八田 | 南八田 |

### 防災行政無線
災害情報や行政情報などを、音声で伝える通信設備。家庭などに設置している「戸別受信機」と小学校などにある「屋外拡声子局」から音声が発せられる。区などに貸し出されている「地区遠隔制御装置」からも集落内放送ができる。
毎日12時と17時には、動作確認として時報の音楽が流される。12時が「エーデルワイス」、17時が「夕焼け小焼け」。

#### サイレン吹鳴
火災時にサイレン吹鳴がある。南八田では毎月1日21時、動作確認と火災予防啓発のため、サイレン吹鳴が実施される。そのほか、春と秋の火災予防週間にも鳴らされる。
- 火災時
- 毎月1日21時
- 春の火災予防週間:3月1日～7日
- 秋の火災予防週間:11月9日～15日

## 地域指定・区分
- 都市計画制度区分
都市計画区域外[47]
- 財産評価基準
倍率地域[48]
- 大野晃提唱の集落状態区分
限界集落[49]
- 京都府移住の促進及び移住者等の活躍の推進に関する条例における区分
移住促進特別区域[50]
- 構造改革特別区域計画
日本の原風景 ふるさと南丹どぶろく特区[51]
- 第2次南丹市総合振興計画ゾーン区分
癒やしの里山ゾーン[52]
- 急傾斜地の崩壊による災害の防止に関する法律（急傾斜地法）
急傾斜地警戒区域13ヵ所（うち特別警戒区域13ヵ所）[32]
- 土砂災害警戒区域等における土砂災害防止対策の推進に関する法律（土砂災害防止法）
土石流警戒区域　5ヵ所（うち特別警戒区域3ヵ所）[32]
- 南丹市農業振興地域整備計画区分
農業振興地域[53]
- 農業地域類型第1次分類
中間農業地域[54]
- 農業地域類型第2次分類
水田型[54]